# Modène allemand
Le modène allemand (en allemandː Deutsche Modeneser) est une race de pigeon domestique qui est apparue en Allemagne depuis le XVIIIe siècle après de nombreuses années de sélection par les éleveurs. Il descend de la race modène, elle-même issue du pigeon biset. Son plumage présente un grand nombre de variétés de coloris. Il est de forme poule.

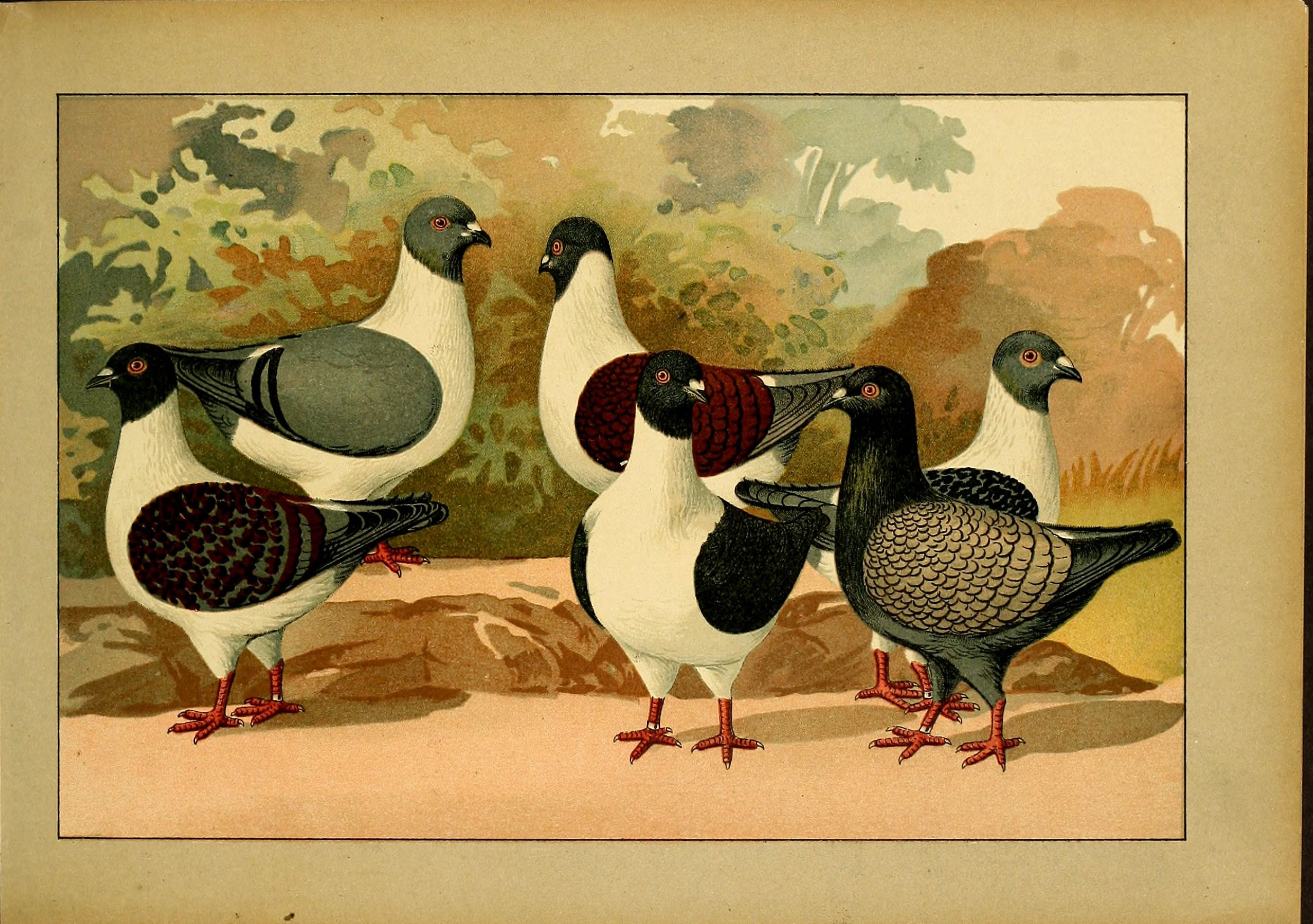
Schachtzabel (1906)

## Galerie de photos

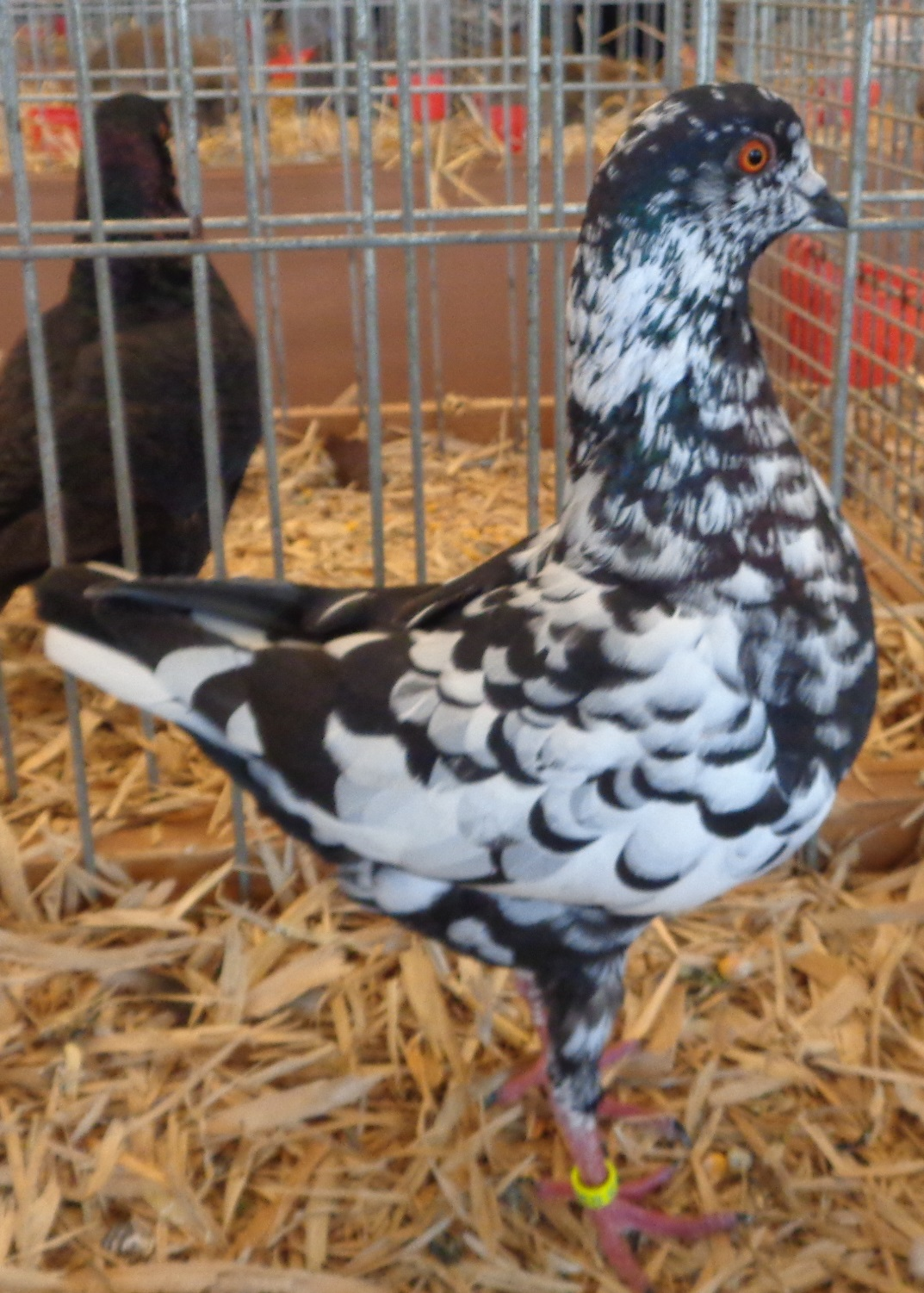
Modène Allemand Schietti papilloté noir
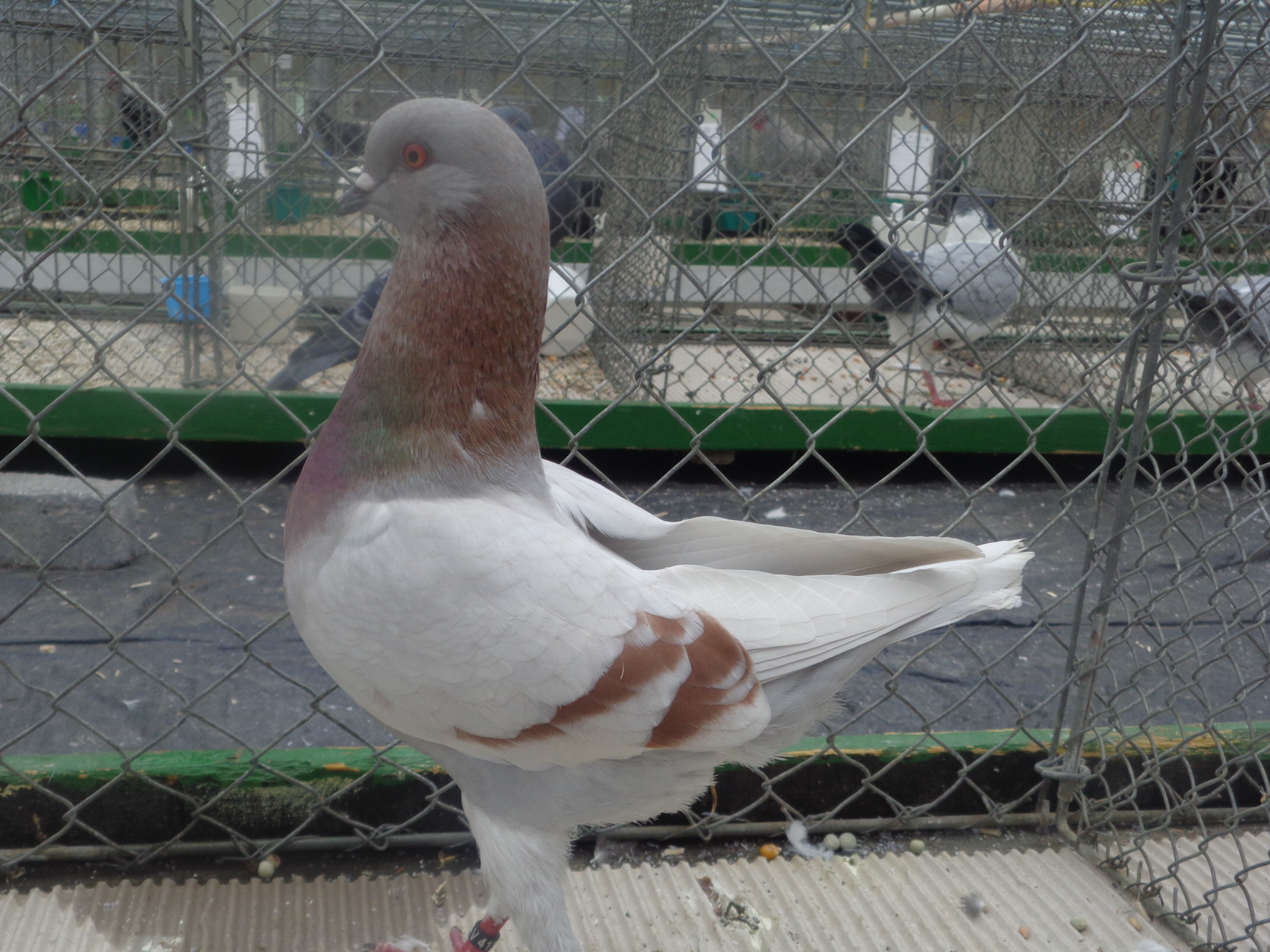
Modène Allemand schietti rouge cendré barré
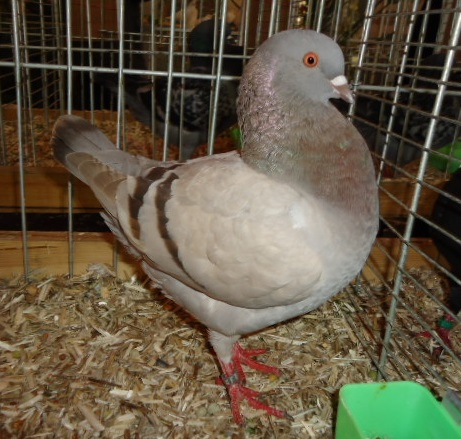
Modène Allemand schietti brun barré
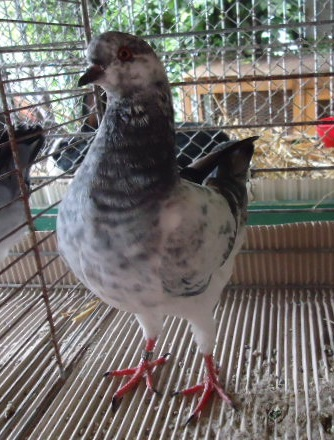
Modène Allemand schietti grison bleu
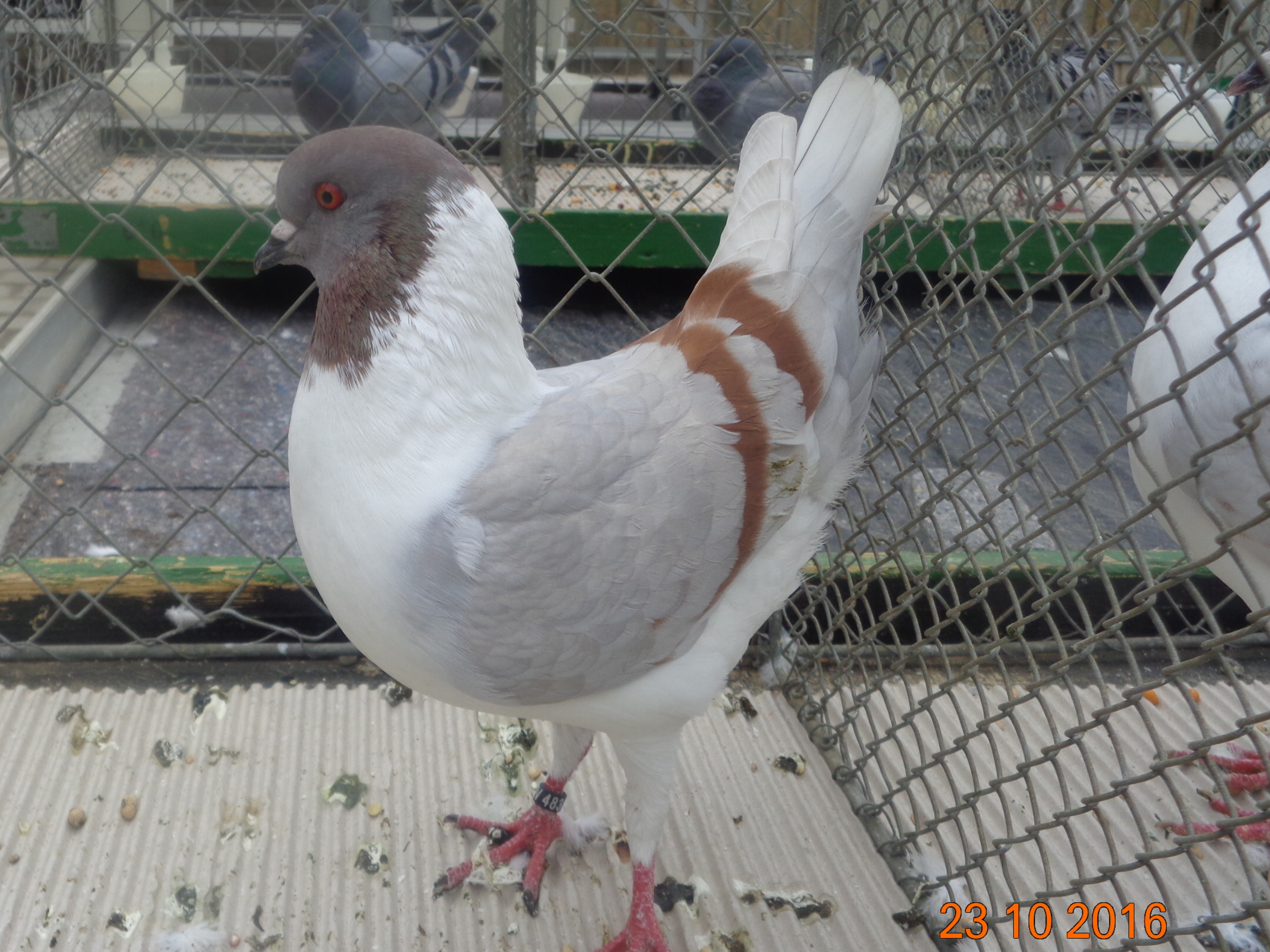
Modène Allemand gazzi rouge cendré barré
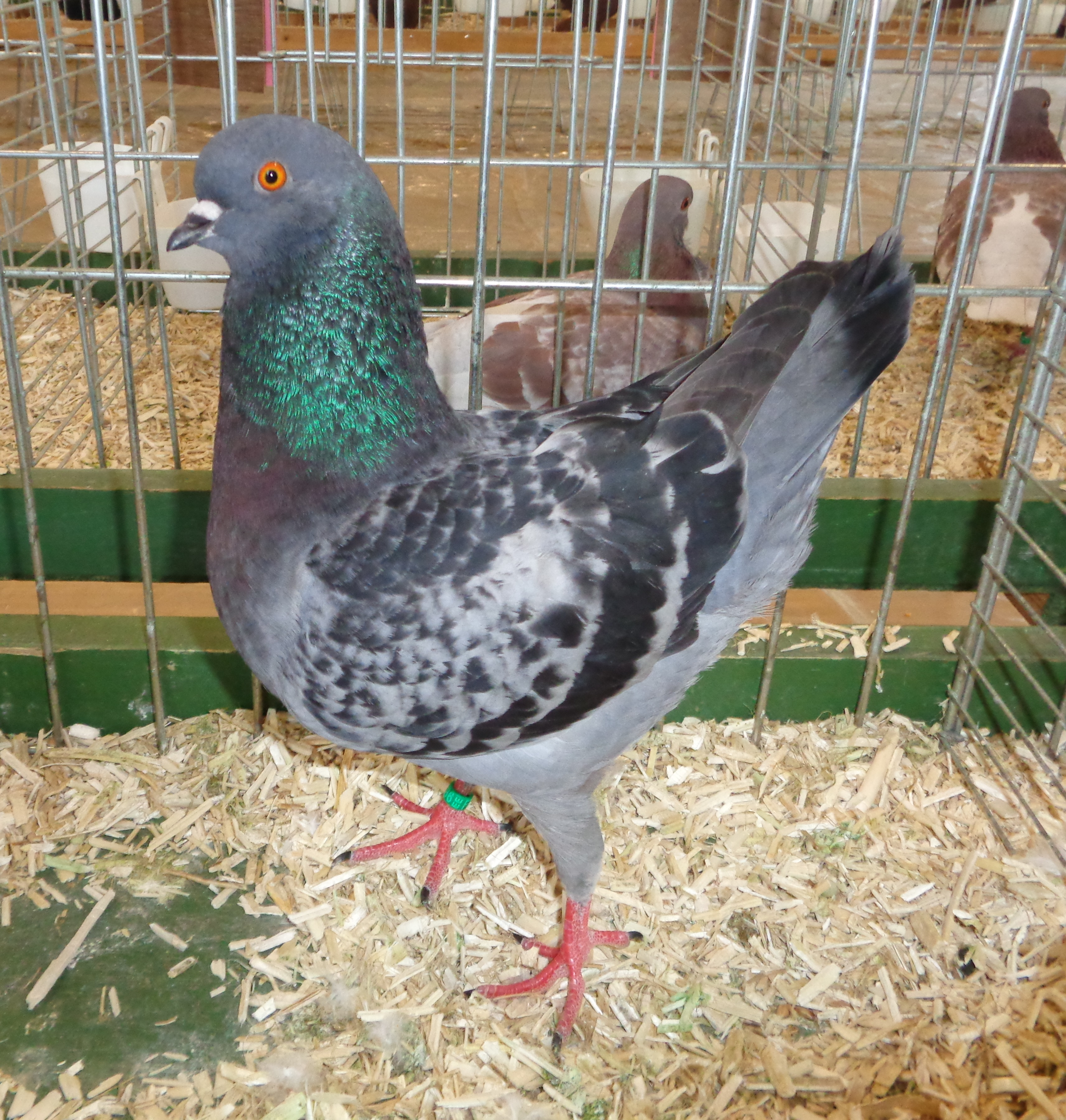
Modène Allemand schietti bleu écaillé
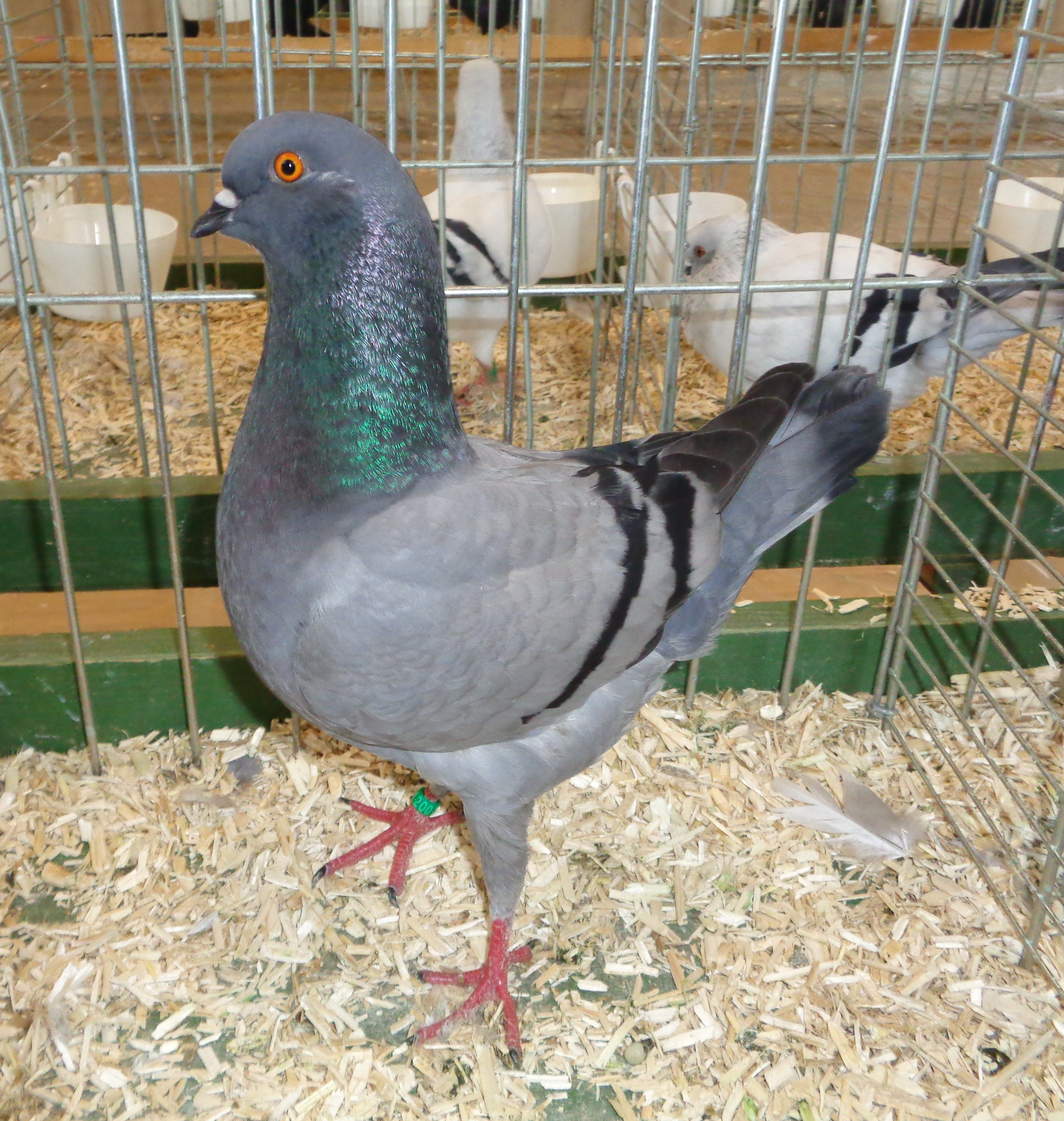
Modène Allemand schietti bleu barré
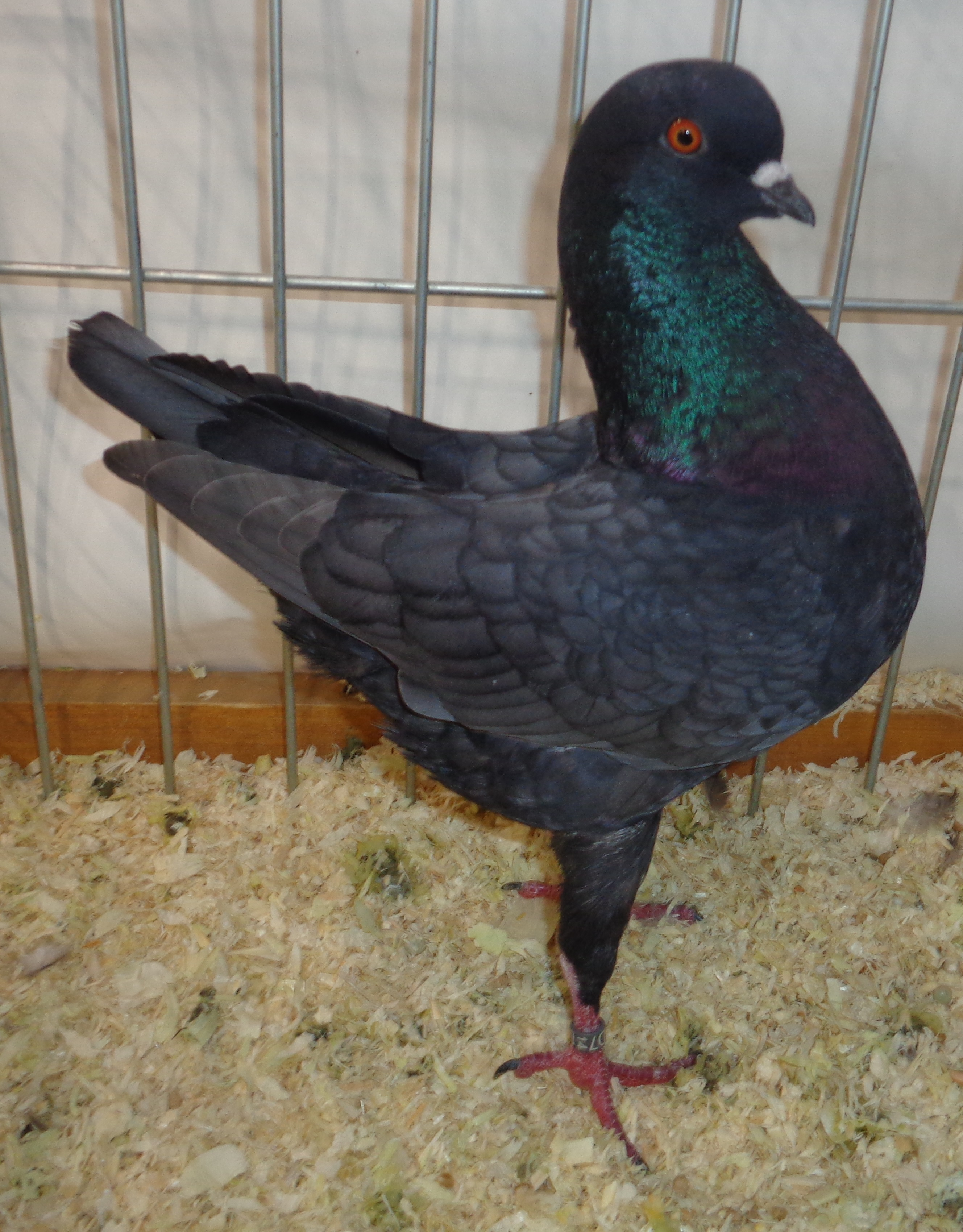
Modène Allemand schietti bleu andalou
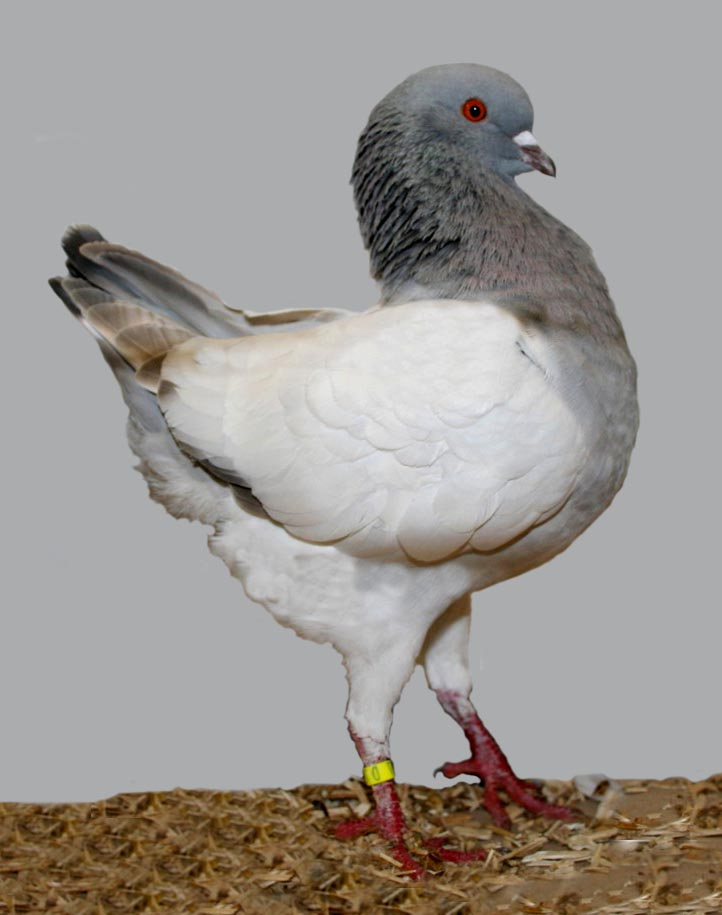
Modène Allemand schietti argenté sans barres